# Anne Robinson
Pour les articles homonymes, voir Robinson.
Anne Josephine Robinson (née le 26 septembre 1944) est une animatrice de télévision et journaliste britannique ; elle est particulièrement connue pour avoir présenté les versions britannique et américaine du Maillon faible.

## Source de la traduction
- (en) Cet article est partiellement ou en totalité issu de l’article de Wikipédia en anglais intitulé « Anne Robinson » (voir la liste des auteurs).